# No pudiste amar así
"No Pudiste Amar Así" é uma canção escrita e interpretada pela atriz e cantora mexicana Lucero. Ela serviu de single principal para o álbum En Concierto de 2013.

## Informações
A canção é uma mistura de pop com balada romântica que dura três minutos e 17 segundos e que fala sobre uma relação desgastada, sem carinho e reciprocidade. De acordo com Lucero, "No Pudiste Amar Así" representa o que cada um sente, vive ou expressa em uma relação amorosa ou na vida em geral. A canção foi gravada em Miami, e foi produzido pela própria artista em parceria com César Lemos e Ernesto Fernández.

## Lançamentos
A canção teve seu lançamento em download digital pelo iTunes no dia 24 de Setembro de 2013 e integrado ao álbum En Concierto no dia 19 de Novembro do mesmo ano. O videoclipe da canção foi gravado em Los Angeles em Agosto e lançado no dia 4 de Novembro pelo canal VEVO oficial da artista. Contou com a participação especial do modelo e cantor Alejandro Montesinos.

## Interpretações ao vivo
Lucero interpretou pela primeira vez a canção durante o décimo Prêmio Juventud no dia 18 de Julho de 2013. A artista também interpretou a canção durante o Teleton de El Salvador em 16 de Maio de 2014.

## Versão em português
Uma versão em português intitulada "Não Me Amou Como Eu Te Amei", foi gravada por Lucero e composta pela artista em parceria com César Lemos. Foi incluída no EP Dona Desse Amor (2015), dedicada a algumas canções da artista regravadas em português.

## Formato e duração
- Download digital[1]

1. "No Pudiste Amar Así" – 3:17

## Charts
| Chart (2013)                         | Posição |
| ------------------------------------ | ------- |
| Costa Rica                           | 1       |
| Espanha                              | 1       |
| México                               | 1       |
| Billboard Mexico Pop Español Airplay | 22      |

## Histórico de lançamentos
| País   | Data                   | Formato          | Gravadora              | Ref.  |
| ------ | ---------------------- | ---------------- | ---------------------- | ----- |
| México | 24 de Setembro de 2013 | Download digital | Universal Music Latino | [ 4 ] |